# Szymon Makowski (dyrygent)
Szymon Makowski (ur. 1987 w Poznaniu) – polski dyrygent, głównie związany z Filharmonią Dolnośląską w Jeleniej Górze.

## Życiorys
Studia ukończył na Akademii Muzycznej w Poznaniu w klasie prof. Marcina Sompolińskiego, studiował także na Accademia Chigiana w Sienie (Włochy) pod kierunkiem Gianluigi Gelmettiego, gdzie studia ukończył z wyróżnieniem. Był uczestnikiem wielu kursów mistrzowskich m.in. pod kierunkiem Gabriela Chmury i Aleksandra Polishchucka. W 2013 roku osiągnął półfinał Międzynarodowego Konkursu Dyrygenckiego w Besançon (Francja), a w 2015 roku półfinał Międzynarodowego Konkursu im. Georga Soltiego we Frankfurcie nad Menem.
Pracował z orkiestrami w Polsce (Narodowa Orkiestra Symfoniczna Polskiego Radia w Katowicach, NFM Filharmonia Wrocławska, Filharmonia Poznańska, Filharmonia Sudecka, Filharmonia Warmińsko-Mazurska, Filharmonia Kaliska, Filharmonia Kameralna w Łomży, Filharmonia Świętokrzyska, Filharmonia Krakowska, Orkiestra Muzyki Nowej, Opera Wrocławska, Teatr Muzyczny w Lublinie, Teatr Muzyczny w Poznaniu), Niemczech (Teatr w Ratyzbonie), Czechach (Praska Komorni Filharmonie, Filharmonia Hradec Kralove) oraz Włoszech (Orchestra Sinfonica di Sanremo – koncerty dla uczczenia 100. rocznicy urodzin Franco Ferrary).
Od 2016 roku związany z Filharmonią Dolnośląską w Jeleniej Górze, gdzie pracował najpierw jako asystent dyrygenta, a od 2017 roku jest głównym dyrygentem Orkiestry Symfonicznej Filharmonii.
W 2019 roku nagrał wraz z Orkiestrą Symfoniczną Filharmonii Dolnośląskiej oraz pianistką Olgą Zado dokonał nagrania CD z muzyką Ludomira Różyckiego.
Był jednym z pomysłodawców projektu „Filharmonia Dolnośląska z dostawą do domu”, który podczas Pandemii COVID-19 dał możliwość oglądania koncertów symfonicznych nagrywanych w domach muzyków orkiestry. Filmy obejrzało ponad 1.5mln odbiorców.